# Улица Лебедева (Йошкар-Ола)
У́лица Ле́бедева — улица в Заречной части города Йошкар-Олы. Начинается от перекрёстка с улицей Мира и заканчивается перекрёстком с Ленинским проспектом. Нумерация начинается от улицы Мира. Пересекает улицы Мира, Героев Сталинградской битвы, Кирпичную, Карла Либкнехта. С чётной стороны примыкают улицы Малиновая, Вишнёвая, Профсоюзная, Нагорная; 1-й и 2-й Вишнёвые проезды. Улица проходит в 2-х микрорайонах города Йошкар-Олы — «Дубки» и «Нагорный».
Названа в честь Михаила Васильевича Лебедева, участника Великой Отечественной войны и Героя Советского Союза.

## История
Заложена в 1950-е годы как улица Кооперативная. Изначально, строились частные дома. Частная застройка по сей день преобладает на чётной стороне улицы на участке от улицы Малиновой до улицы Кирпичной.
С 1963 года улица Кооперативная (Лебедева), в основном, застраивалась Министерством обороны жилыми домами для военнослужащих.
В 1963 году построен жилой дом № 33 по улице Кооперативной в микрорайоне «Дубки».
В 1964 году построены жилые дома № 31, 35 по улице Кооперативной в микрорайоне «Дубки».
В 1968 году построены жилые дома № 37, 39 по улице Кооперативной в микрорайоне «Дубки».
В 1971 году построен жилой дом № 41 по улице Кооперативной в микрорайоне «Дубки».
В 1972 году построен жилой дом № 29 по улице Кооперативной в микрорайоне «Дубки».
30.06.1974 открыта односторонняя троллейбусная линия по улице Кооперативной от улицы Лесной к улице Мира и диспетчерский пункт «улица Вишнёвая» (улица Кооперативная, д. 34). (Троллейбусный маршрут № 2).
В 1975 году улица Кооперативная переименована в улицу Лебедева.
В 1978 году построен жилой дом № 47 по улице Лебедева.
В 1980 году построена подстанция «Заречная» по адресу: улица Лебедева, д. 50. Значительно реконструирована в 2003 году.
В 1980 году троллейбусная линия перенесена с чётной на нечётную сторону улицы Лебедева (на участке от улицы Мира до улицы Лесной).
В 1984 году построены жилые дома № 47А, 49А по улице Лебедева, улица Лебедева продлена от улицы Кирпичной до Ленинского проспекта.
В 1985 году построен жилой дом № 49 по улице Лебедева.
В 1986 году построен жилой дом № 57А по улице Лебедева — первый дом микрорайона «Нагорный».
15.07.1986 открыта двусторонняя троллейбусная линия по улице Лебедева от Ленинского проспекта до улицы Героев Сталинградской битвы (троллейбусный маршрут № 8).
В 1987 году построены жилые дома № 53, 53А, 55А по улице Лебедева в микрорайоне «Нагорный».
В 1989 году построена первая очередь жилого дома № 51 по улице Лебедева в микрорайоне «Нагорный».
В 1990 году построен жилой дом № 53Б по улице Лебедева в микрорайоне «Нагорный».
В 1991 году построена первая очередь жилого дома № 51А по улице Лебедева, а также жилой дом № 57 по улице Лебедева в микрорайоне «Нагорный».
В 1992 году построены вторые очереди жилых домов № 51 и 51А по улице Лебедева, а также жилой дом № 55Б по улице Лебедева в микрорайоне «Нагорный».
В 1996 году построен жилой дом № 55 по улице Лебедева в микрорайоне «Нагорный».
В 1999 году построен жилой дом № 51Б по улице Лебедева в микрорайоне «Нагорный». Его строительство началось ещё в 1989 году под здание детского сада, однако в 1991 году стройка была заморожена после возведения коробки здания и возобновлена лишь в 1998 году.
В 2005 году построен магазин «На Лебедева 57». Ныне — бар «Нагорный».
В 2007 году построена первая очередь жилого дома № 59 по улице Лебедева в микрорайоне «Нагорный». Строительство его велось с 1996 года с длительными перерывами.
В 2008 году построен жилой дом № 53В по улице Лебедева в микрорайоне «Нагорный».
В 2009 году построен жилой дом № 43 по улице Лебедева.
В 2010 году построены вторая очередь жилого дома № 59 по улице Лебедева и жилой дом № 51В по улице Лебедева.
В 2012 году построены третья очередь жилого дома № 59 по улице Лебедева и жилой дом № 51Г по улице Лебедева.

## Примечательные здания
В начале улицы Лебедева по чётной стороне находится военный госпиталь.
№ 47 — на первом этаже находится Государственное образовательное учреждение дополнительного образования детей Республики Марий Эл "Детско-юношеский центр «Роза ветров».
№ 55А — во встроенно-пристроенном помещении находится Центр Государственной инспекции по маломерным судам МЧС России по Республике Марий Эл.

## Интересные факты
В 1960-х годах улицу Кооперативную планировали продолжать на восток. Однако, она упиралась в ботанический сад Марийского политехнического института им. М. Горького. В целях сохранения ботанического сада от планов продления улицы отказались. В связи с этим улица Лебедева начинается с дома № 29.
Жилой дом № 55Б по улице Лебедева планировали построить больше на один подъезд. В начале 1990-х гг. для него даже сделали свайное поле, однако на этом все работы были прекращены.

## Транспорт
Автобус
№ 14 — от улицы Героев Сталинградской битвы до Ленинского проспекта в одну сторону.
№ 15 — от улицы Героев Сталинградской битвы до Ленинского проспекта и обратно в межпиковое время.
Троллейбус
№ 2 — от улицы Мира до улицы Героев Сталинградской битвы в одну сторону.
№ 8 — от улицы Мира до Ленинского проспекта и от Ленинского проспекта до улицы Героев Сталинградской битвы.

## Индексы
424030 — дома № 29—49.
424040 — дома № 50—59.(упразднено)